# Красноводская область
Красноводская область — административная единица на территории Туркменской ССР, существовавшая в 1939—1947, 1952—1955, 1973—1988 годах.
В 1991 году на территории бывшей области образована Балканская область, а в 1992 году — Балканский велаят.
Площадь — 138,5 тыс. км². Население — 352 тыс. чел. (1987 год), в том числе городское — 82%. Административно состояла из 6 районов, включала 5 города, 17 пгт (1987).
Административный центр — город Красноводск (позже — Небит-Даг). 
Большая часть территории занята пустыней Каракумы, на западе омывается Каспийским морем.

## Административное деление
Область создана Указом Президиума Верховного Совета СССР от 21 ноября 1939 года.
В 1939 году область делилась на 5 районов: Гасан-Кулийский, Казанджикский, Кара-Богаз-Гольский, Красноводский и Небит-Дагский. В 1943 году из Ашхабадской области в Красноводскую был передан Кизыл-Атрекский район. 21 марта 1944 года был упразднён Кара-Богаз-Гольский район.
Область упразднена Указом Президиума Верховного Совета СССР от 23 января 1947 года, все районы отошли Ашхабадской области.
При повторном образовании области 4 апреля 1952 года в неё входили 6 районов: Гасан-Кулийский, Казанджикский, Кизыл-Атрекский, Красноводский, Кум-Дагский и Челекенский. 9 декабря 1955 года все они отошли к Ашхабадской области.
Когда область была образована в третий раз (27 декабря 1973 г.), то в неё вошли 6 районов: Гасан-Кулийский, Казанджикский, Кара-Калинский, Кизыл-Арватский, Кизыл-Атрекский и Красноводский. В 1988 году, незадолго до третьего упразднения области, Гасан-Кулийский и Кара-Калинский районы были упразднены.

## Население
В 1939 году в области проживало 85,8 тысячи человек. В том числе туркмены — 43,7 %; русские — 26,4 %; казахи — 20,9 %; украинцы — 3,1 %; татары — 1,8 %; армяне — 1,1 %. К 1987 году население области увеличилось до 352 тысяч человек.

## Природа
Климат — резко континентальный. Главные реки — Атрек, Сумбар. Находится Красноводский заповедник и Сюнт-Хасардагский заповедник.

## Экономика
- Добыча нефти и природного газа, мирабилита (в заливе Кара-Богаз-Гол).
- Развиты нефтеперерабатывающая, химическая, пищевкусовая, лёгкая, металлообрабатывающая отрасли промышленности, производство стройматериалов.
- Основные промышленные предприятия — в городах Красноводск, Небит-Даг, Челекен, Кизыл-Арват, Бекдаш.
- Ведущая отрасль сельского хозяйства — отгонно-пастбищное овцеводство (в том числе каракульское). Земледелие поливное. Посевы зерновых и овоще-бахчевых культур; в долинах Атрека и Сумбара — субтропические культуры (гранат, оливки и другие). Шелководство.
- Морской порт — Красноводск. Существовали морское паромные переправы:
  - Красноводск — Баку
  - Бекдаш — Баку
- Газопровод Западная Туркмения — Бекдаш — Мангышлак
- Курорты: Моллакара.